# Encrateola laevigata
Encrateola laevigata là một loài tò vò trong họ Ichneumonidae.